# 다테 쿄코
다테 교코(일본어: 伊達杏子)는 일본의 기업 호리프로에서 개발한 사이버 가수이다. 실존 인물이 아닌 3D 모델링 캐릭터를 내세운 아이돌로, 대한민국의 사이버 가수 아담이나 류시아의 원조 격이라고 할 수 있다. 데뷔 후 'Love Communication'이라는 곡을 발표했다. 이후 1997년 DK-97이라는 버전으로 업그레이드 버전이 나오지만, 결국 신곡을 발표하지는 못하였다. 그 해에는 대한민국에서 'DiKi'라는 이름으로 CD를 발표했지만 아는 사람은 거의 없다. 타이틀곡인 '알바트로스'의 뮤직비디오에는 사실 'Love Communication'의 뮤직비디오에 나오는 3D 동작을 그대로 울궈먹기까지 했다. 2007년 세컨드 라이프의 아바타로 부활했지만, 96년 데뷔 당시의 모델링과는 너무나 다른 모습이다.

## 같이 보기
- 라라 크로프트
- 아나노바
- 고릴라즈
- 하츠네 미쿠
- 키즈나 아이